# Giovanni Andrea Casella
Giovanni Andrea Casella (Carona, 1619 – Carona, 1685 circa) è stato un pittore svizzero-italiano.

## Biografia

### Gli inizi e le opere in Piemonte
Attivo in Piemonte dopo avere appreso i fondamenti del mestiere forse nella bottega romana di Pietro da Cortona, sposò Caterina Casella, sorella del suo collaboratore Giacomo. Con lui, dal 1642 al 1650, lavorò al Castello di Rivoli, al Palazzo Reale di Torino e al Duomo della città piemontese. Qui realizzò la pala Santa Cecilia al cospetto della Vergine con il Bambino (sicuramente realizzata non più tardi del 1652, quando fu menzionata in un inventario) e più tardi, nel 1660, l'affresco Quattro episodi della vita e del martirio dei Santi Cosma e Damiano (nella cappella di San Giovanni Battista) e la pala d'altare Apparizione della Vergine e della Trinità ai santi Cosma e Damiano (realizzata per la cappella dei santi Cosma e Damiano, ma oggi conservata a Silvano d'Orba nella chiesa di San Sebastiano). Altre sue opere nella città piemontese, ma entrambe ora spostate, sono la pala d'altare della Cappella dei Santi Cosma e Damiano, oggi conservata a Tortona, e l'Apparizione dell'angelo ai santi Massimo vescovo e Antonio abate (oggi a Carmagnola, nella chiesa di San Luca a Vallongo). Nel 1655 dipinse, ancora con Giacomo Casella, la pala d'altare San Carlo Borromeo in adorazione della Sacra Sindone per la chiesa di San Carlo. Nello stesso anno collaborò con Bartolomeo Caravoglia e Sebastiano Carello alle decorazioni della cappella della Compagnia di San Luca e, fra il 1658 e il 1659, con loro ottenne l'incarico di decorare quella della Compagnia di Sant'Anna dei Luganesi nella chiesa di San Francesco d'Assisi di Torino. Dal 1660 al 1666, si dedicò - con Giovanni Battista, Giovanni Paolo Recchi, Jean Miel e Charles Dauphin - alla realizzazione di affreschi nelle ville e nei palazzi di alcuni nobili locali. Nello stesso periodo, però, ottenne anche l'incarico di dipingere il fregio della Sala delle Virtù del Palazzo Reale e quello della Sala delle Congregazioni del Palazzo di città. Qui realizzò inoltre le Figure antropomorfe e putti e la Giustizia nella Sala del Consiglio. Fra il 1662 e il 1664, inoltre, realizzò le pitture nella stanza delle Magnificenze del castello del Valentino e, in collaborazione con Giacomo Casella, Britomarte che consegna un tempio a Diana per la Sala dei Templi nella reggia di Venaria Reale. Ultima sua opera a Torino è invece l'affresco realizzato con il cognato nella volta della chiesa di Santa Cristina (1666), che decorò anche con cinque teleri.

### I viaggi in Svizzera

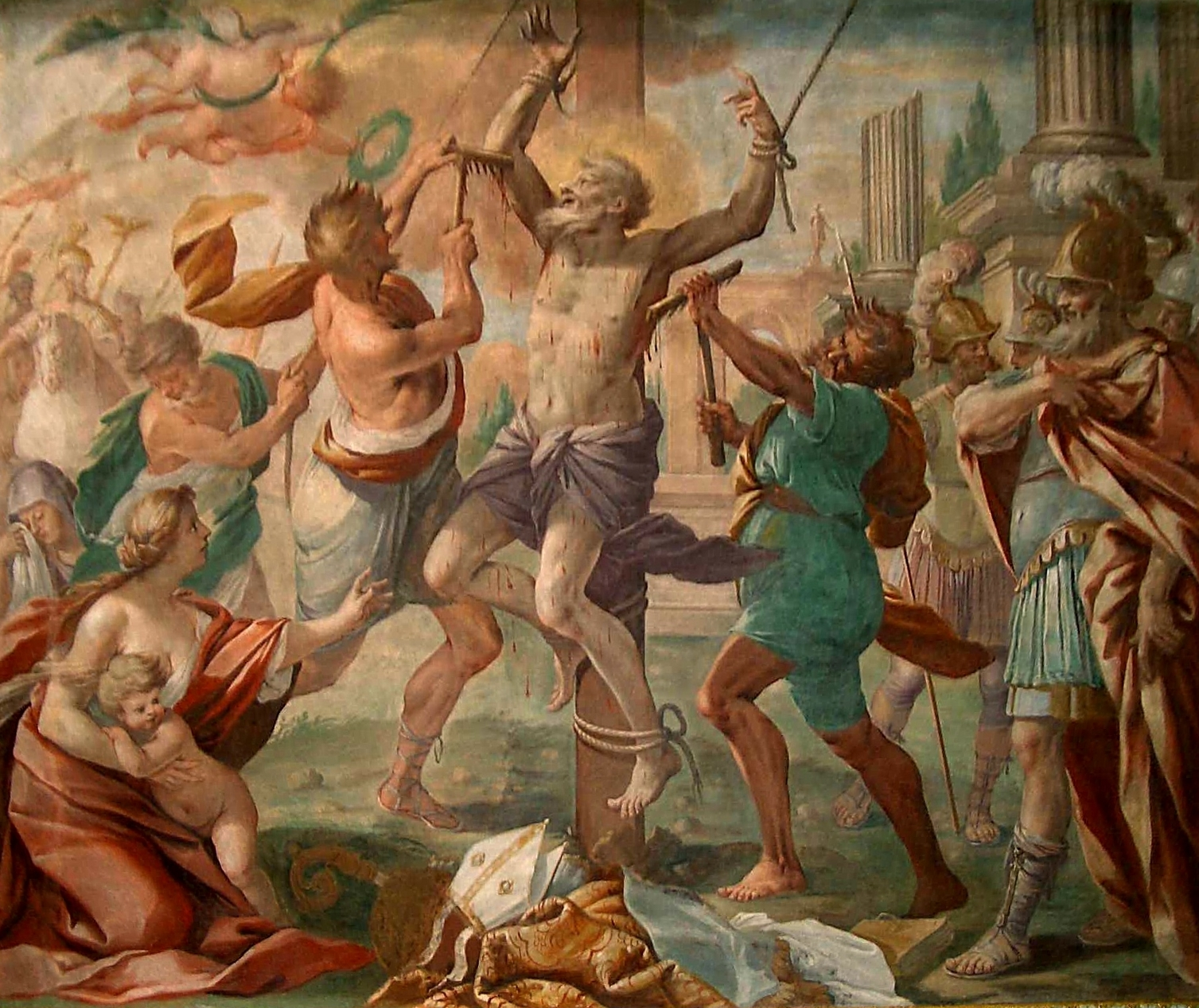
Il martirio di san Biagio

Con Giacomo Casella, però, operò anche nella sua patria, la Svizzera: nel 1655 i due furono attivi a Carona, dove dipinsero due pale d'altare nella chiesa di Santa Maria d'Ongero e le Scene della vita della Vergine, in tre riquadri, e la Visione di Sant'Antonio patavino alla presenza di San Carlo Borromeo (1659) nella cappella di Sant'Antonio da Padova. Nel 1660 furono a Sala Capriasca, dove realizzarono le tele Sant'Anna e San Giuseppe nella chiesa di Sant'Antonio Abate. Poi, nel 1662, i due si spostarono a Lugano, dove realizzarono due affreschi, il Martirio dei santi Biagio e Sebastiano, nel presbiterio della chiesa di San Rocco, e un terzo affresco, probabilmente precedente, che rappresenta l'Apparizione del Bambino a sant'Antonio da Padova ed è conservato nella chiesa della Madonna di Loreto. Infine si spostarono a Castagnola, dove realizzarono alcuni altri affreschi nella chiesa di San Giorgio. Soli attribuito sono invece San Giuseppe con in braccio il Bambino, conservato nella casa parrocchiale di Balerna e l'affresco nella cappella della Madonna e la pala d'altare con l'Assunzione della Vergine al cospetto dei dodici Apostoli custoditi nella chiesa di San Cristoforo di Caslano. Meno certa è invece la paternità di quattro affreschi nella stessa chiesa: la Pietà, la Presentazione di Gesù al Tempio e due Sibille. Ultima opera certamente ascrivibile alla sua opera, invece, è la pala d'altare San Rocco e l'angelo, dipinta per la cappella di San Rocco nella chiesa dei Santi Pietro e Paolo, a Camignolo.